# Megascops asio
El autillo yanqui (Megascops asio), también conocido como autillo chillón, autillo de Chillón. tecolote del Este, tecolote común ,  tecolote oriental, o simplemente autillo, es una especie de ave estrigiforme de la familia Strigidae. Es relativamente común en el este de América del Norte, desde México a Canadá. Habita en la mayoría de los ambientes boscosos de su distribución y, más que cualquier otro búho en su área de distribución, se ha adaptado bien al desarrollo hecho por el hombre, aunque evita frecuentemente la detección debido a sus hábitos estrictamente nocturnos.

## Descripción

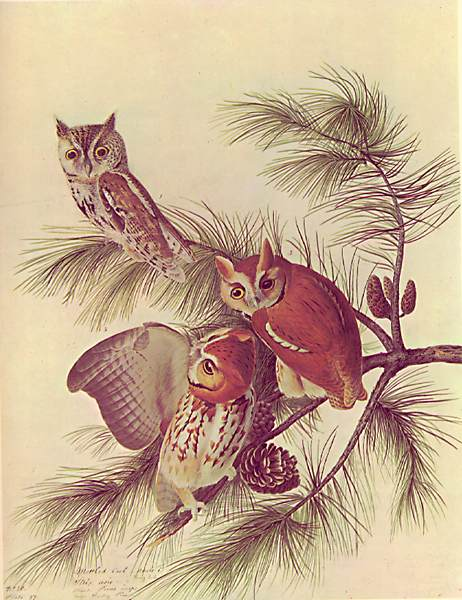
Ilustración de J.J. Audubon

Los adultos varían desde 16 a 25 cm de longitud y pesan de 121 a 244 gramos. Entre las subespecies de tamaño diferente, la longitud puede promediar de 19,5 a 23,8 cm y la envergadura desde 46 a 61 cm. En Ohio, los machos promedian 166 g y las hembras 194 g, mientras que en el centro de Texas tienen un promedio de 157 g y 185 g, respectivamente. Tienen un patrón de plumaje oxidado o gris oscuro intrincado, con rayas en las partes inferiores. Las lechuzas de tamaño medio para los estándares, son robustas, de cola corta y alas anchas como es típico del género. Tienen una gran cabeza redonda con penachos prominentes en las orejas, ojos amarillos y un pico amarillento, que mide un promedio de 1,45 cm de longitud. Las patas son relativamente grandes y poderosas en comparación con lechuzas más meridionales y por lo general están emplumadas hasta los dedos, aunque las poblaciones situadas más al sur sólo tienen cerdas remanentes.
Las dos variaciones de color son denominadas "morfo rojo o rufo" y "morfo gris" por los observadores de aves y ornitólogos. Las aves en tonos oxidados son más comunes en las partes meridionales de la gama. Mientras que los tonos grises proporciona camuflaje muy eficaz entre la corteza de los árboles de madera dura, los tonos rojos le pueden dar seguridad en ciertos árboles de pino y las hojas coloridas cambiantes de árboles de hoja caduca.

## Subespecies

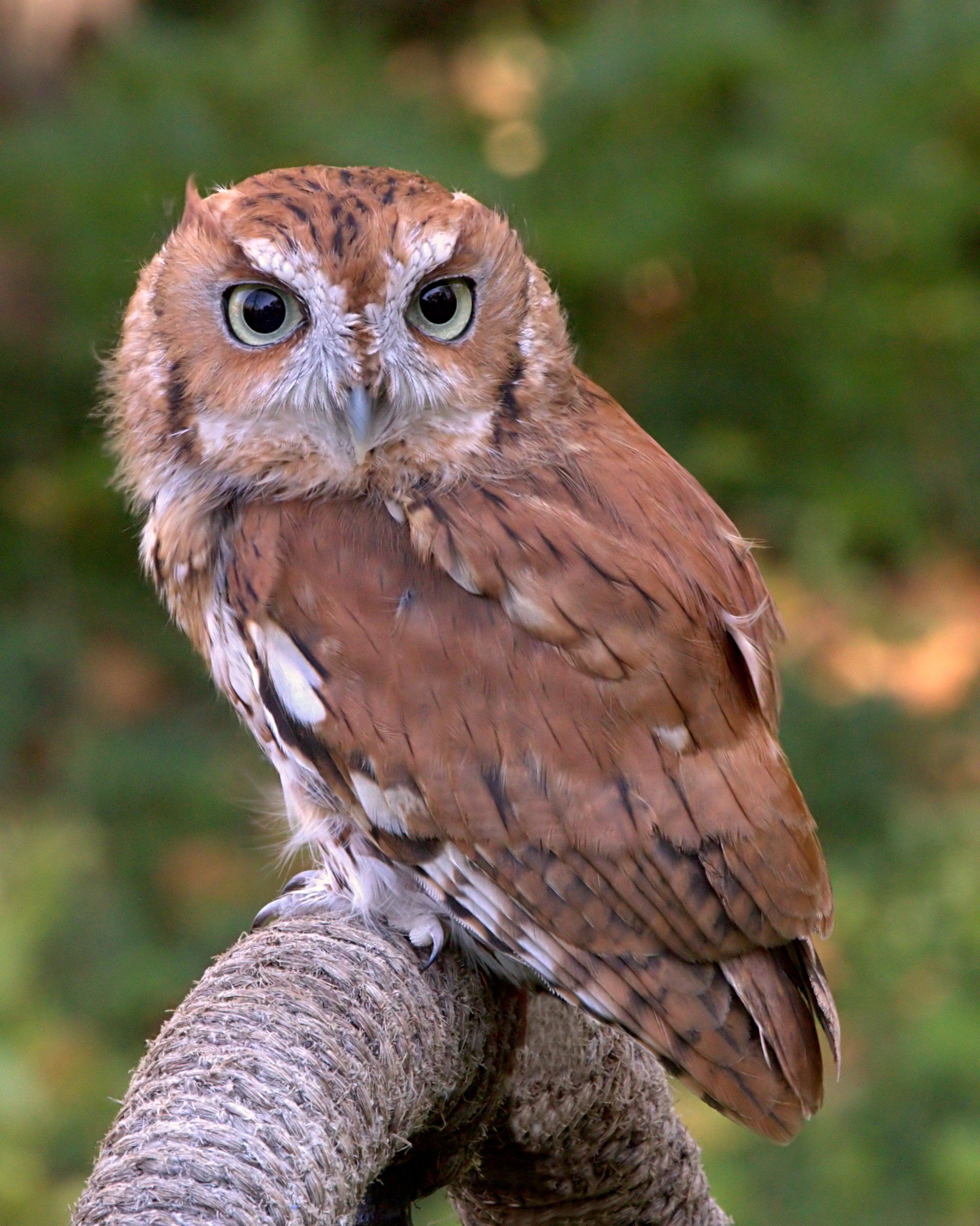
Autillo yanqui (Megascops asio), morfo rojo

Cinco subespecies son típicamente reconocidas para el tecolote oriental, pero la taxonomía de la especie se considera "confusa". Gran parte de la variación puede considerarse clinal, como era previsible, el tamaño tiende a disminuir de norte a sur y gran parte de la variación de color es explicable por la adaptación al hábitat.
- M. a. asio (Linnaeus, 1758). Incluye razas descritas anteriormente que ya no se consideran válidas como M. a. carolinensis, M. a. naevius y M. a. striatus. Se distribuye desde el este de Minnesota al suroeste de Quebec y del sur de Nuevo Hampshire, a Missouri, Tennessee y el norte de Carolina del Sur.

- M. a. maxwelliae (Ridgway, 1877). Incluye M. a. swenki. Se distribuye desde el centro de Montana, el sureste de Saskatchewan, el sureste de Manitoba, hasta el oeste de Kansas al sur.

- M. a. hasbroucki (Ridgway, 1914). Nombre de reemplazo para el anteriormente descrito M. a. trichopsis. Esta subespecie es residente desde Oklahoma y el sur de Kansas a la meseta de Edwards en el centro de Texas.

- M. a. mccallii (Cassin, 1854). Incluye razas descritas previamente como M. a. enano y M. a. semplei. Se distribuye desde el sur de Texas (Big Bend al Valle del Río Grande) y el noroeste de Chihuahua y el norte de Coahuila hasta el este de San Luis Potosí.

- M. a. floridanus (Ridgway, 1873). Residente en Florida y el sur de Georgia a través de los estados de la costa del golfo hasta el oeste de Luisiana y desde el norte del valle río Misisipi hasta el sureste de Arkansas.